# Nikola Lukić
Nikola Lukić (Никола Лукић, sinh ngày 14 tháng 5 năm 1990), là một cầu thủ bóng đá Serbia thi đấu cho Dinamo Minsk.
Anh khởi đầu ở FK Jakovo. Năm 2010, anh chuyển đến FK Zemun, sau đó đến FK Metalac Gornji Milanovac và thi đấu hai mùa giải. Năm 2012, anh chuyển đến FK Radnički Niš. Anh cũng là thành viên của câu lạc bộ Giải bóng đá ngoại hạng Belarus FC Minsk và câu lạc bộ Serbian SuperLiga Voždovac.